# 奥村直樹 (シェフ)
奥村 直樹（おくむら なおき、1972年1月21日 - ）は、日本のフランス料理人

## 略歴
1972年京都生まれ。
フランスや京都のフランス料理店で研鑽を積み、京都のフランス懐石の老舗「西洋膳所おくむら」の二代目として子供の頃から食べ鍛えた味覚を武器に独学で日本料理を学ぶ。
板前割烹とフレンチを融合した独自の京懐石風フランス料理「おくむらスタイル」を確立。
父は西洋膳所おくむらオーナーシェフ奥村真三。
辻フランス料理専門カレッジ卒業後フランス校へ留学。
フランス研修及び京都にて修業後、24歳で京都木屋町にてフランス料理おくむら開業。
1998年3月　祇園へ移転　店名を『祇園おくむら』に変更
2006年9月　匠奥村 開業

## 著書
- 奇跡のレシピ
- 祇園 おくむら 奥村直樹のフランス懐石